# Zbigniew Rymarski
Zbigniew Andrzej Rymarski (ur. 1953) – polski naukowiec, inżynier elektronik, nauczyciel akademicki i profesor nauk inżynieryjno-technicznych, specjalizujący się w projektowaniu systemów zasilających małej i średniej mocy, dynamice układów zasilających, modelowaniu małosygnałowym układów zasilających, sterowaniu w układach zasilających, metodyce projektowania układów zasilających, systemach i metodach pomiarowych w układach energoelektronicznych. Od 1976 r. związany z Wydziałem Automatyki, Elektroniki i Informatyki Politechniki Śląskiej w Gliwicach.

## Działalność badawcza
Podstawowy zakres jego pracy badawczo-wdrożeniowej począwszy od pracy magisterskiej pt. „Projekt i badania stabilizatora impulsowego z izolacją napięcia wejściowego i wyjściowego” (21.09.1976), poprzez pracę doktorską: „Wpływ obwodu wejściowego stabilizatora impulsowego na jego własności statyczne i dynamiczne” (uzyskanie stopnia naukowego doktora nauk technicznych 01.10.1985, promotor prof. dr inż. Tadeusz Zagajewski), monografię habilitacyjną: „Jednofazowe i trójfazowe inwertery napięcia stosowane w systemach UPS” (uzyskanie stopnia naukowego doktora habilitowanego nauk technicznych w zakresie elektroniki 30.11.2010), kierowanie i udział w pracach naukowo-badawczych, projektowych i wdrożeniowych, artykuły naukowe oraz współautorstwo patentów, aż do uzyskania tytułu profesora nauk inżynieryjno-technicznych (14.12.2021), stanowiło szerokie spektrum problematyki systemów zasilających małej i średniej mocy, analiza ich dynamiki oraz pomiary w układach mocy. Oba stopnie naukowe w dyscyplinie automatyka, elektronika i elektrotechnika (wcześniej elektronika i telekomunikacja) uzyskał decyzją Rady Wydziału Automatyki, Elektroniki i Informatyki Politechniki Śląskiej w Gliwicach. Profesor, w latach 1976–1987 zajmował się projektowaniem impulsowych przetwornic DC/DC dla Zakładów Automatyki Przemysłowej Mera-Zap w Ostrowie Wielkopolskim. Tematyka powiązanych z tym prac naukowych dotyczyła wykorzystania modeli małosygnałowych impulsowych przetwornic DC/DC do określenia wpływu parametrów pasożytniczych na ich własności statyczne i dynamiczne oraz pomiarów ich charakterystyk dynamicznych. Badania dotyczące dynamiki zasilaczy DC/DC zawarł w doktoracie (1985) i dalszych publikacjach. W latach 1986–1989 uczestniczył w projektowaniu testera układów scalonych dla Instytutu Maszyn Matematycznych w Warszawie. W latach 1993–2003 brał udział w projekcie zautomatyzowanego systemu rejestracji rozkładów przestrzenno-czasowych indukcji w szczelinie powietrznej maszyny indukcyjnej, realizowanym dla Wydziału Elektrycznego Politechniki Śląskiej w Gliwicach. W latach 90. projektował systemy automatyki przejazdowej dla Zakładu Projektowo-Wdrożeniowego Systemów Automatyki i Informatyki s.c., Katowice, a także falowniki dla systemów gwarantowanego zasilania rogatek na przejazdach kolejowo–drogowych dla firmy PRO-SERW s.c., Sosnowiec. Od 1995 r. projektował systemy pomiarowe układów zasilających i sterowanie falownikami do systemów gwarantowanego zasilania dla firmy Electronic Power Systems Sp. z o.o. w Gliwicach. W latach 2001–2003 pracował nad systemem monitorowania i oceny jakości procesów spawania łukowego w czasie rzeczywistym, dla Katedry Spawalnictwa Wydziału Mechaniczno-Technologicznego Politechniki Śląskiej w Gliwicach. Od 2004 prowadził badania nad opracowaniem uogólnionej metody projektowania jedno- i trójfazowych falowników napięcia małej i średniej mocy przeznaczonych do pracy w systemach gwarantowanego zasilania, wykorzystując własne małosygnałowe modele dyskretne falowników napięcia, umożliwiające dobór różnego typu jedno- i wielowejściowych sterowań oraz wyznaczając parametry filtrów wyjściowych falowników. Te zagadnienia były przedmiotem jego monografii habilitacyjnej w 2010 r. Po 2010 r. rozwinął wcześniej przedstawioną metodykę projektową falowników, co zostało ujęte w cyklu publikacji. Opracował i opatentował metodę pomiaru charakterystyk częstotliwościowych falowników napięcia, a przez to pośrednio metodę oceny parametrów materiałów magnetycznych stosowanych na rdzenie dławików filtrów wyjściowych tych falowników. Opracował metodykę projektową dla podstawowych sieci impedancyjnych, wskazując na ich istotne, a pomijane dotąd w literaturze wady. Przeprowadził analizę przydatności różnych systemów sterowania, jedno- i wielowejściowych w falownikach napięcia przeznaczonych do systemów UPS. Przedstawił nieopisane wcześniej przyczyny problemów z wielowejściowym sterowaniem falowników napięcia w rzeczywistych układach, a także uwzględnił w sterowaniu falownika jego współpracę z siecią impedancyjną. W latach 2019–2023 brał udział w projektach dotyczących opracowania układów zasilających sygnalizatory na przejazdach kolejowo–drogowych, czujniki przejazdu osi wagonów oraz nastawnie kolejowe przy wykorzystaniu odnawialnych źródeł energii dla firmy ETA Gliwice w ramach projektów współfinansowanych przez Narodowe Centrum Badań i Rozwoju. W zakresie sterowania falownikami współpracował z naukowcami z Aalborg University, The Faculty of Engineering and Science, AAU Energy (Dania).
Profesor Zbigniew Rymarski jest autorem bądź współautorem ponad 100 publikacji naukowych notowanych w bazach Web of Science, Scopus, IEEEXplore oraz 6 publikacji książkowych (w tym dwóch monografii i trzech podręczników akademickich). Jest współautorem 16 patentów (stan na listopad 2023) z zakresu układów zasilających. Kierował i uczestniczył w wielu projektach badawczych i wdrożeniowych. 
Profesor Zbigniew Rymarski był promotorem w dwóch ukończonych z wyróżnieniem przewodach doktorskich, recenzentem 6 prac doktorskich i w dwóch postępowaniach habilitacyjnych (stan na listopad 2023). Jest także czynnym recenzentem w czasopismach z bazy JCR oraz pełni funkcję edytora tematycznego/pomocniczego w wielu wydaniach specjalnych czasopism z bazy JCR, współpracując z naukowcami z Aalborg University (Dania).

## Działalność dydaktyczna
Profesor Zbigniew Rymarski ma bogaty dorobek dydaktyczny, obejmujący przygotowanie materiałów i prowadzenie zajęć na Wydziale Automatyki, Elektroniki i Informatyki Politechniki Śląskiej, na studiach inżynierskich, magisterskich i doktoranckich w języku polskim i angielskim na kierunkach Elektronika i Telekomunikacja, Automatyka i Robotyka, oraz Control, Electronics and Information Engineering. Prowadził według autorskiej koncepcji wykłady i opracował laboratoria między innymi z przedmiotów Elektronika Mocy (Power Electronics) oraz Podstawy Konstrukcji Elektronicznych (Design for Manufacture). 
Był promotorem kilkudziesięciu prac dyplomowych magisterskich i inżynierskich na kierunku Elektronika i Telekomunikacja. Opublikował trzy podręczniki akademickie. Uczestniczył w projektach dydaktycznych współfinansowanych przez Unię Europejską w ramach Programu Operacyjnego Kapitał Ludzki. 

## Działalność organizacyjna i ekspercka
W latach 2008–2012 pełnił funkcję Prodziekana ds. Studenckich Wydziału Automatyki, Elektroniki i Informatyki Politechniki Śląskiej w Gliwicach. Od 2019 r. jest zastępcą Kierownika ds. Naukowych w Katedrze Elektroniki, Elektrotechniki i Mikroelektroniki. Jest członkiem Komisji Elektroniki Oddziału PAN w Katowicach. Profesor Rymarski aktywnie współpracuje z otoczeniem gospodarczym, utrzymując kontakty z firmami przemysłowymi w zakresie projektowania systemów zasilających.  

## Nagrody i osiągnięcia
Profesor Zbigniew Rymarski otrzymał liczne nagrody Rektora Politechniki Śląskiej za działalność naukowo-badawczą, osiągnięcia dydaktyczne, a także osiągnięcia organizacyjne. Za osiągnięcia w pracy naukowej i zawodowej otrzymał następujące odznaczenia:
- Odznaka Zasłużonemu dla Politechniki Śląskiej (1998)
- Srebrny Krzyż Zasługi (2002)[28]
- Medal Komisji Edukacji Narodowej (2004)
- Złoty Medal za Długoletnią Służbę (2012)